# Publi Corneli Escipió (cònsol 218 aC)
Publi Corneli Escipió (llatí: Publius Cornelius Scipio) va ser un militar i magistrat romà, cònsol romà l'any 218 aC. Era fill de Luci Corneli Escipió.

## Campanyes a Hispània (218 i 217 aC)
Va ser cònsol el 218 aC junt amb Tiberi Semproni Llong I i va rebre Hispània com a província. Va sortir de Pisae cap a Massília on en arribar va saber que Hanníbal ja havia creuat els Pirineus cap al Roine. Va restar uns dies per descansar, perquè les seves tropes havien emmalaltit per la travessia marítima i pensava que Hanníbal encara tardaria, però el cartaginès va avançar ràpid i va creuar el Roine abans de cap moviment romà. El seu exèrcit es trobava encara a la desembocadura. Quan Escipió va anar a la riba esquerra del riu va veure que Hanníbal li portava tres dies d'avantatge i anava cap a l'interior de la Gàl·lia. Va retornar llavors a Itàlia desesperat, i es dirigí a la Gàl·lia Cisalpina on havia decidit esperar l'enemic. Com que a la Cisalpina ja hi havia un exèrcit de 24.500 homes dirigits per dos pretors, les seves forces consulars les va enviar a Hispània a les ordres del seu germà Gneu Corneli Escipió Calb, a títol de legat, decisió que probablement va salvar Roma. Perquè si els cartaginesos haguessin mantingut el domini d'Hispània, haurien pogut concentrar tots els seus esforços en recolzar Hanníbal a Itàlia.
Va desembarcar altre cop a Pisae i va agafar el comandament dels exèrcits dels pretors i va evitar l'enfrontament amb Hanníbal fins a estar preparat amb reforços reclutats a la mateixa Cisalpina. Va creuar el riu Po a Placentia i va avançar per la riba esquerra del riu. Poc després de creuar el Ticinus, sobre el qual havia construït un pont, amb la cavalleria i les tropes lleugeres, que conduïa personalment, abans que la resta de les seves forces, van caure en una emboscada de la cavalleria dels cartaginesos, comandada per Hanníbal. Es va produir una batalla on els romans van ser derrotats. El mateix cònsol va rebre una greu ferida i només es va salvar de la mort per la valentia del seu jove fill Publi, el futur vencedor d'Hanníbal tot i que, segons altres relats, devia la seva vida a un esclau lígur.
Escipió es va retirar a través del Ticinus destruint el pont que havia construït. Va creuar altre cop el Po i va establir els seus quarters a Placentia. Hanníbal, que també havia creuat el Po, es va presentar a la zona i va oferir batalla que Escipió va refusar, afectat com estava encara per la ferida que li impedia prendre el comandament de l'exèrcit i a més estava a l'espera del seu col·lega Semproni Llong, que havia estat cridat de Sicília per unir-se a les forces que s'enfrontaven a Hanníbal. Finalment els dos exèrcits es van reunir i els romans van acampar a la vora del riu Trèbia. Semproni va tenir el comandament degut a la ferida d'Escipió i, desitjós de poder ser el vencedor d'Hanníbal, va decidir acceptar batalla contra el parer del seu col·lega. La batalla va ser una altra seriosa derrota romana. L'exèrcit romà es va haver de tancar a Placentia.
L'any següent, el 217 aC l’imperium d'Escipió va ser prorrogat, i va creuar a Hispània amb una flota de 20 vaixells i 8.000 soldats. Escipió i el seu germà Gneu van fer diverses campanyes a Hispània fins a la seva mort el 211 aC.
Les campanyes d'Hispània són narrades de maneres diferents segons els autors. Titus Livi explica que va trobar greus discrepàncies entre les seves fonts i és difícil precisar els anys en què cada esdeveniment va tenir lloc. Gneu havia desembarcat a Empúries i a Deciana (218 aC) i es va atreure els caps locals, seduïts per la seva amabilitat, que contrastava amb la severitat del domini cartaginès, i va obtenir una victòria a Cissa sobre el general cartaginès Hannó que va ser fet presoner, apoderant-se de tota la zona que ara seria la moderna Catalunya, dels Pirineus a l'Ebre. Hàsdrubal Barca va avançar cap aquesta zona però ja va arribar a la tardor i no va poder fer res més que cremar part de la flota romana vora del riu Ebre. Gneu Escipió va passar l'hivern a Tarraco.
A l'any següent Gneu va derrotar els cartaginesos a la desembocadura de l'Ebre i va obtenir pels romans el domini del mar. Poc després va arribar Publi, a mitjans d'estiu, i junts els dos germans van avançar cap a Sagunt on Hanníbal havia portat els ostatges de les diverses tribus hispanes que els cartaginesos tenien com a garantia de fidelitat. La ciutat es va sotmetre als romans per la traïció d'Abelox, i els ostatges van ser retornats als seus familiars, cosa que va produir un moviment de suport cap als romans entre les tribus hispanes.
Durant els dos o tres anys següents Livi parla d'una sèrie de victòries dels germans Escipió, però devien ser de poca importància perquè no van tenir cap efecte o simplement eren exageracions dels historiadors romans. Hàsdrubal hauria estat derrotat en passar l'Ebre el 216 aC, d'on hauria pogut escapar amb molt pocs seguidors. El 215 aC Àsdrubal, que havia rebut reforços de Cartago sota el comandament del seu germà Magó, va assetjar Illiturgi però va ser derrotat pels romans. El 214 aC un exèrcit cartaginès dirigit per Àsdrubal (fill de Giscó) va ser derrotat dues vegades pels romans. En aquest temps Hàsdrubal el germà d'Hanníbal, va haver d'anar a l'Àfrica per fer la guerra contra Sifax rei de Numídia, que estava fent la guerra contra Cartago, i els Escipions van aprofitar la seva absència per reforçar el poder romà atraient noves tribus.
L'any 212 aC els germans Escipions van agafar a 20.000 celtibers al seu servei i el 211 aC es consideraven prou forts per creuar l'Ebre i intentar expulsar els cartaginesos. Publi Escipió va atacar Magó i Àsdrubal fill de Giscó, que tenien el suport del príncep Masinissa i el cap ilerget Indíbil, mentre Gneu atacava Hàsdrubal Barca que ja havia tornat d'Àfrica després de derrotar Sifax. Publi va ser derrotat amb la major part de les seves forces i va morir. Magó i Àsdrubal (fill de Giscó) es van unir a Àsdrubal Barca i es van disposar a atacar a Gneu. Els 20.000 mercenaris celtibers que s'havien unit als romans van desertar, guanyats pels generals cartaginesos. Gneu va ser envoltat per les forces unides dels tres generals i va ser derrotat i mort 29 dies després de la mort del seu germà. Les restes de l'exèrcit romà van ser conduïdes per Gai Luci Marci Sèptim, un equites supervivent. Però hi ha discrepàncies entre els autors sobre l'any de la seva mort.